# Klobouky (politická strana)

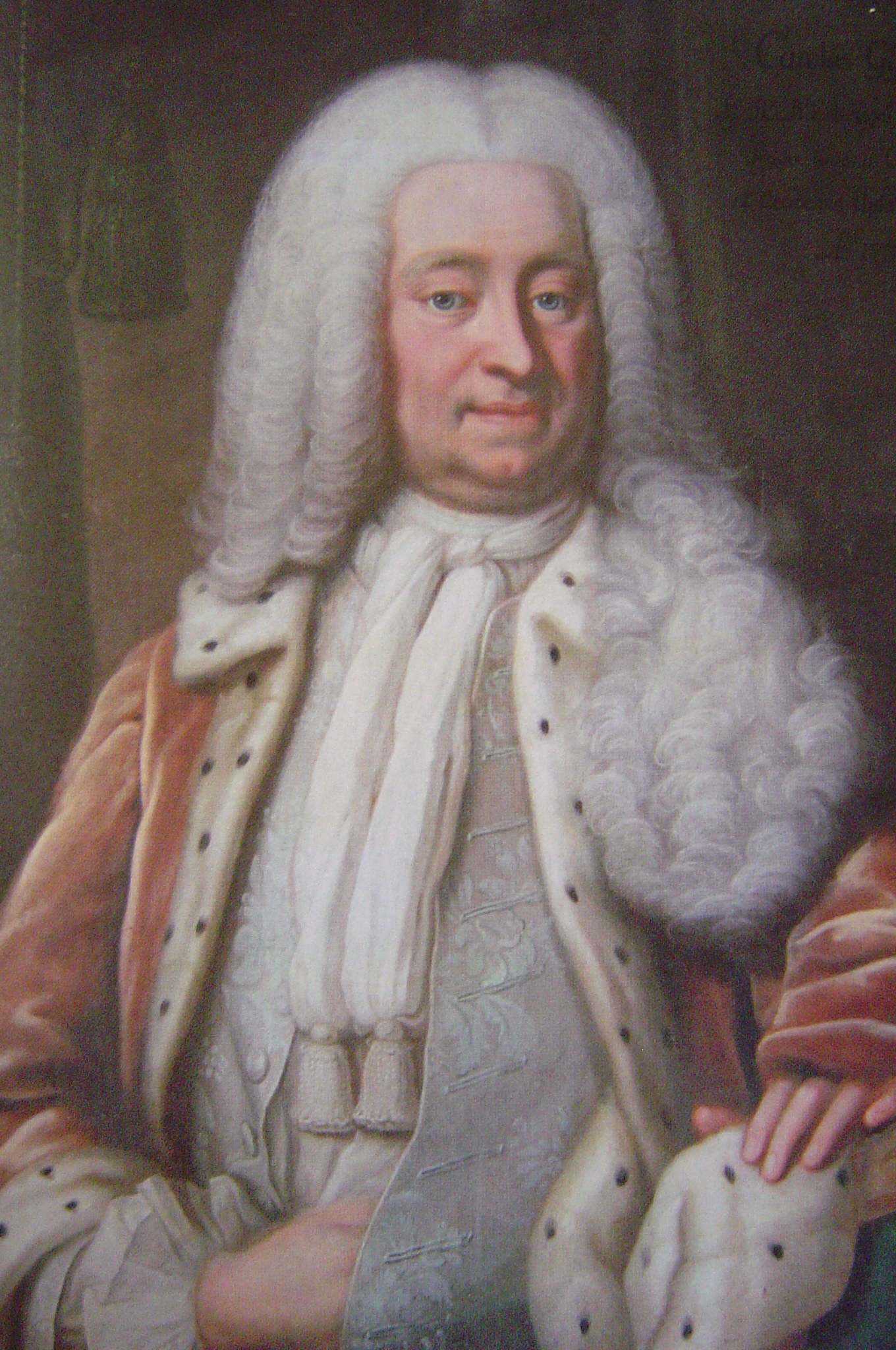
Carl Gyllenborg

Klobouky (švédsky: hattarna)  byla parlamentní frakce či strana ve švédském parlamentu v éře, která je ve švédských dějinách zvána Věk svobody (1719-1772), a v níž se po velké severní válce moc přesunula z panovníka na parlament. Parlament se rozdělil na dvě hlavní skupiny (frakce či proto-strany), které se nazývaly Čepice a Klobouky. Jméno je odvozeno od třírohého klobouku, který nosili zejména důstojníci, ale i šlechtici. Zakladatelem strany byl Carl Gyllenborg. Klobouky vládli Švédsku v letech 1738 až 1765, prosazovali spojenectví s Francií a vyhraňovali se vůči Rusku. Francie stranu také štědře finančně podporovala. S francouzskou podporou Klobouky vstoupili ve 40. letech do války s Ruskem, která však skončila švédskou porážkou. V Riksdagu bylo navrženo vyšetřování průběhu války, ale Klobouky krizi zažehnaly tím, že parlamentu vymohli rozhodující slovo v otázce nástupnictví. Král Frederik I. neměl žádné legitimní děti a jeho nástupce tak měl zvolit Riksdag. Byla zahájena jednání s ruskou carevnou Alžbětou, která souhlasila s navrácením větší části Finska Švédsku, pokud bude nástupcem švédské koruny zvolen Adolf Fridrich Holštýnský. Klobouky se dychtivě chytily příležitosti a smlouvou z Åbo dne 7. května 1743 podmínky carevny přijaly. Pouze malá část Finska, která ležela za řekou Kymijoki, často nazývaná Staré Finsko, zůstala Rusku, což bylo vnímáno jako velké vítězství a prestiž Klobouků byla zachráněna. V 50. letech 18. století však zahraniční politika Klobouků definitivně zkolabovala. Na popud Francie přivedly Švédsko do sedmileté války a výsledek byl zničující. Francouzi neposkytli dost peněz na dlouhou válku a po několika letech neúspěšných bojů uzavřeli nešťastní Klobouci mír a stáhli se z války, která zemi stála 40 000 mužů. Když se Riksdag setkal v roce 1760, rozhořčení proti vůdcům Klobouků bylo tak prudké, že se zdálo nevyhnutelné, že přijdou o moc. Jejich mistrná parlamentní taktika však vedla k tomu, že po dvacetiměsíčním zasedání se Riksdag rozešel s uznáním patu mezi oběma vyčerpanými frakcemi a vláda Klobouků tak trvala další čtyři roky. Až když se stavové sešli v roce 1765, byli Klobouky zcela zbaveni moci. Následné rozpočtové audity dokázaly, že války do značné míry zruinovaly státní rozpočet, ač se to Klobouky snažily účetními triky předtím maskovat. Klobouky se krátce vrátily k moci v Riksdagu roku 1769, ale brzy je opět porazili Čepice. Ponoukán Ruskem provedl král Gustav III. v roce 1772 státní převrat, vzal parlamentu moc a posunul zemi směrem k absolutní monarchii. Klobouky i Čepice tak jako politické síly zmizely, moderní švédská stranická politika později povstala z jiného ideového zázemí.